# Laura Restrepo
Laura Restrepo   (Colòmbia, 1 de gener de 1950) és una escriptora i periodista colombiana, especialment coneguda per la seva novel·la Deliri, guanyadora del Premi Alfaguara 2004 i del Grinzane Cavour 2006. El seu estil desdibuixa els límits entre identitats tradicionals, categories i conceptes; en les seves obres incorpora una mescla periodística i d'experiències pròpies, amb relats d'alta intensitat que habitualment es desenvolupen en la seva Colòmbia natal. A més de novel·les, ha escrit assajos i un llibre infantil. Les seves obres han estat traduïdes a diversos idiomes.
Ha exercit també com a periodista i ha participat activament en política. Va exercir un important paper en el procés de negociació amb la guerrilla durant els anys 1980, la qual cosa li va suposar un exili forçós, del que va poder tornar només després que el Moviment 19 d'Abril (M-19) fos legalitzat. Intel·lectual d'esquerres, defensa les possibilitats de la revolució bolivariana d'Hugo Chávez, condemna els odis nacionalistes orquestrats moltes vegades a Bogotà i unes altres a Caracas i va creure en el projecte de socialisme del segle XXI. Viu habitualment a Mèxic però també té casa a Bogotà.

## Biografia
El seu primer conte el va escriure quan tenia nou anys i tractava sobre "una tragèdia sobre els camperols pobres", però va trigar 25 anys més abans de prendre de debò la que seria la seva principal professió. Escriu -diu- per sentir més a prop al seu pare mort i també per estar més prop d'altres familiars assassinats durant el període més violent de Colòmbia. Sobre la seva infantesa, Restrepo recorda: "Vaig tenir una infància molt feliç, en un nucli familiar: la meva mare, el meu pare i la meva germana. Plena de viatges, molt nòmada, sempre estàvem viatjant pertot arreu. El meu pare no creia en l'educació convencional, llavors la meva mare ens inscrivia en col·legis i el meu pare ens treia. Ell estava sempre preocupat perquè llegíssim, perquè coneguéssim els museus, els concerts... va ser una infància molt lliure i molt feliç".

### Escola i joventut
El seu pare, que va haver d'abandonar els seus estudis als 13 anys per treballar, no pensava que les escoles en general fossin bones; aquesta opinió es reforçava pel fet que el seu propi pare, autodidacta, va ser escriptor i va dominar 6 idiomes malgrat mai haver anat a un col·legi. Laura pràcticament no va assistir regularment a escoles perquè el seu pare, empresari, viatjava molt i portava a la família a totes parts del món a les quals ell anava. Aquest estil de vida va fer que Laura mai pogués completar un any d'estudis en el mateix col·legi. Va ser així com va assistir a escoles a Califòrnia —on en Cort Fusta va establir el rècord d'anar a classes només per un dia, perquè l'endemà la família havia de viatjar— i Dinamarca —allí va ser als 10 anys a una escola de ceràmiques—; a Madrid, el col·legi al que va postular la va rebutjar perquè va suspendre la prova d'admissió en gramàtica, matemàtiques, costura i brodat, que eren considerats requisits bàsics sota la dictadura de Francisco Franco. Malgrat la seva opinió negativa sobre les escoles tradicionals, el pare de Laura tenia un passió per l'educació, que es traduïa a portar a la seva família a museus, ruïnes, teatres. Al seu retorn a Colòmbia, Laura va validar davant el Ministeri d'Educació el batxillerat amb la finalitat de poder ingressar a la universitat.

### Universitat
Diplomada en Filosofia i Lletres per la Universitat dels Andes, va realitzar posteriorment un postgrau en Ciències Polítiques; va ser mestra a l'escola Santa Helena i, més tard, professora de Literatura a la Universitat Nacional i del Rosari, però després es va enfocar en la revolució a Colòmbia.

### Política i periodisme
La seva participació política va començar a Colòmbia, després va seguir a Espanya en el Partit de Treballadors Socialistes i finalment a Argentina, on va treballar amb la resistència contra el govern militar. La mort del seu pare va tenir gran influència en la vida de  Laura Restrepo. El fet que el seu pare era molt controlador i no li agradava que ella sentís curiositat pel món va provocar que ella decidís "prendre el seu propi camí, acomiadant-se del seu pare i no tornar a veure-lo mai més." Després de la seva mort, ella va començar a involucrar-se en política, especialment en les polítiques socialistes. Laura Restrepo era molt activa en les polítiques i també és un producte de l'activisme en els 60s. Les seves influències eren la Revolució Cubana, Camilo Torres (un sacerdot revolucionari colombià), i els condeixebles d'Universitat. Ella sent el dolor de veure la pobresa, la injustícia, desigualtat, i els abusos de poder que afecten les persones més vulnerables. Va començar treballar en periodisme va tornar a Colòmbia després de treballar a Madrid per tres anys al Partit Socialista Obrer i després d'un període d'activisme contra el dictador militar a Argentina. En la seva escriptura es poden apreciar les influències polítiques i periodístiques. El seu activisme polític ha tingut com a escenari Colòmbia, Espanya, i l'Argentina. També viatja a llocs perillosos i indrets en conflicte. També va romandre a la frontera entre Nicaragua i Hondures durant un mes per escriure sobre la guerra entre les Sandinistes i les Contres.
Durant els seus anys com a periodista, va treballar per Setmana (Colòmbia), encarregada d'escriure sobre polítics nacionals i internacionals. En aquest treball va conèixer a Gabriel García Márquez, qui estava associat amb aquesta revista en aquest moment. Ell actua com un mentor per a Laura Restrepo, oferint-li suggeriments per millorar la seva manera d'escriure. L'any 1983, durant el govern de Belisario Betancur, va formar part de la Comissió de Paz, Diàleg i Verificació que havia de negociar amb el moviment rebel M-19. En el curs d'aquest procés, es veu en situacions molt delicades que finalment, a instàncies del M-19, la van obligar a emigrar. En una entrevista diu: "Vaig estar molt a prop de qui militava i dirigia el M-19, a qui van anar assassinant durant aquell procés de pau." Aquesta experiència va quedar reflectida tres anys després en el seu primer llibre, Història d'un entusiasme. Era una de les primeres ocasions en què acords socials i polítics van ser utilitzats per arribar a un acord mutu amb les guerrilles. Hi ha molta oposició amb aquestes maneres per resoldre conflicte, però hi ha molta suport també. Restrepo va ser una dona al centre de les moviments socials i en aquest moment deixa ser periodista per enfocar els seus esforços en negociacions. A causa del seu activisme polític rep amenaces contra la seva vida que la porten a l'exili durant sis anys. Va viure exiliada a Mèxic —on va col·laborar com a columnista amb el diari La Jornada i en la revista Processo—, «sempre treballant pel M-19, fent viatges a Espanya, Centreamèrica, França per intentar que es tornés a obrir un procés de negociació». Va donar per conclosa la seva labor en 1989 quan aquest moviment va decidir deposar les armes i es va convertir en un partit d'oposició legal.
Va començar a militar en el trotskisme quan estava a la Universitat Nacional, «un lloc molt polititzat, era l'època de la revolució cubana, Maig del 68, el moviment camperol a Colòmbia, era gairebé ineludible entrar en aquesta eufòria... el boom llatinoamericà, molt lligat a tots aquests processos de renovació social. Aquí vaig entrar al trotskysmo. Al principi no tenia molta idea, em vaig ficar perquè un dels dirigents estava llegint A la recerca del temps perdut i em va semblar que aquest era el meu lloc. No va ser un mal criteri per triar....», recordarà més tard, amb humor, aquella època. Disposats a fer la revolució mundial, els seus correligionaris i correligionàries trotskistas la van enviar, recent mort Francisco Franco, a Espanya i allí va arribar a ser secretària general d'una de les Cases del Poble al barri obrer Ciutat Lineal.
Laura Restrepo també ha viscut a Argentina per diversos anys. Allí va militar durant alguns anys en el Partit Socialista dels Treballadors, va donar suport a la lluita pels drets humans i va col·laborar amb les Mares de Plaça de Maig i els familiars dels desapareguts per la dictadura. Tres anys els va passar a Buenos Aires i un a Còrdova, on va néixer Pedro Saboulard, el seu fill de pare argentí.

### Carrera literària
El seu primer conte, "una tragèdia camperols sobre pobres, escrites  a un quadern, ho va escriure als nou anys; la família assegura que el seu pare sempre va saber que un dia la seva filla seria novel·lista. Va ser la mort d'est que la va inspirar a dedicar-se seriosament a la labor d'escriptora que realitza, segons ha explicat, en bona part per amor al pare i per la seva memòria.
Els autors que la van influir o van inspirar més, confessa Restrepo, eren els que li agradaven al seu pare: els nord-americà William Saroyan i John Steinbeck i el grec Nikos Kazantzakis. A Colòmbia va començar a treballar com a periodista per la revista Setmana en "la seccíon national, i ocasionalment, política internacional". Va ser enviada a Nicaragua i Hondures per reportar la guerra entre els sandinistes i els contres; gràcies al seu treball en la revista, Restrepo va conèixer a Gabriel García Márquez, qui la va influir molt; ell l'ajudava llegint el que ja havia escrit i donant-li consells.

## Estil
L'estil de Laura Restrepo és influït pel seu involucramiento en periodisme, escriptura, activisme polític, i també el seu treball sobre humanitarisme a Llatinoamèrica. Restrepo vol arribar a una audiència molt ampla i diversa. Això és difereix d'autors previs a Restrepo, que usen formes d'escriure que, sovint, alienen als seus lectors, però Restrepo vol utilitzar una manera d'escriure que no té aquest efecte. També, en la seva escriptura a Laura Restrepo li agrada usar l'espai liminal, parlant de les fronteres territorials entre països o en una illa en l'oceà. Ella té el tema d'explotació en moltes de les seves novel·les, i explotació és una forma de violència social. La representació de violència és moltes vegades molt gràfica i contínua per molt temps. Segons Restrepo, el seu estil d'escriure abans que ella va començar a escriure les seves novel·les i contes de ficció, ella diu " em vaig dedicar de ple durant 20 anys a la política i al periodisme, i en les meves novel·les he seguit donant-li corda a aquests dos grans entusiasmes". A més, la qual cosa és interessant de l'estil de Restrepo i la seva mescla de la ficció és el seu "interès per investigar l'actualitat i en la preocupació per presentar un referent històric comprovable". Segons Restrepo, el periodisme és una forma de recerca que "et limita a certs nivells superficials" i per a ella hi ha una "certa necessitat d'anar més enllà de l'evident". Llavors, Restrepo barreja la ficció com una forma de " la possibilitat d'ampliar i complementar el que la pròpia recerca no et dona" i perquè tot en un país, segons Restrepo, és amagat, la ficció dona aquesta "necessitat de submergir-se també en aquests nivells de secret", per punt, la ficció "fa lícit que tu complementis de manera fictícia un quadre que tu sents que és real, o que apunta a aquestes realitats una mica més profundes".

## Citacions
"El que les paraules signifiquen i el que s'aconsegueix pel seu conducte és un compromís adquirit amb el simbolisme que hi ha darrere de cadascuna; un compromís que té com a fi rescatar la dignitat de l'ésser humà" ~Laura Restrepo

## Obres

### Novel·les
- L'illa de la passió (1989)
- Lleopard al sol (1993)
- Dolça companyia (1995)
- La núvia fosca (1999)
- La multitud errante (2001)
- Olor de roses invisibles (2002)
- Deliri (2004)
- Massa herois (2009)
- Hot sud (2012)

### Contes
- Pecat (2016)

### Reportatge
- Colòmbia, història d'una traïció (1986), reeditat com a Història d'un entusiasme (1995)

### Uns altres
- Operació Príncep (1988), testimoniatge coescrito amb Roberto Bardini i Miguel Bonasso.
- Les vaques mengen espaguetis (1989), poesia per a nens.

## Premis
- Premi Sor Juana Inés de la Creu 1997 (Fira Internacional del Llibre de Guadalajara) per Dolça companyia
- Prix France Culture 1998 a la millor novel·la estrangera publicada a França per Dolça companyia
- Premio Arquebisbe Juan de Sanclemente 2002 (alumnes de batxillerat de Santiago de Compostel·la a la millor novel·la en llengua espanyola) per Dolça companyia
- Premi Alfaguara de Novel·la 2004 per Deliri
- Premi Grinzane Cavour 2006
- Premi Nacional de Literatura de Colòmbia (revesteixis Llibres & Lletres)